# Nephilingis
Nephilingis Kuntner, 2013 è un genere di ragni della famiglia Araneidae. È stato scorporato dal genere Nephilengys nel 2006. Entrambe le categorie ricadono sotto il nome comune di ragni eremiti (hermit spiders) per la loro abitudine di rimanere rintanati nelle ore diurne; in alternativa il nome "ragno eremita" può essere riservato per Nephilingis, optando per "ragno eunuco" per Nephilengys.

## Descrizione
Gli esemplari di sesso femminile del genere Nephilingis sono ragni di grandi dimensioni, lunghi dai 16 ai 28 mm. L'epigino è più largo che lungo, senza un setto centrale o un bordo anteriore, caratteristica che li distingue dalle femmine di Nephilengys. Le dimensioni dei maschi sono significativamente minori. Il conduttore del bulbo palpale è corto, largo e a spirale. Le specie di Nephilingis, così come quelle di Nephilengys, tessono grandi ragnatele asimmetriche sugli alberi, costruendo un nascondiglio in cui ripararsi durante il giorno. Le reti fanno uso dei rami e di supporti analoghi, ma sono principalmente aeree, in contrasto con quelle delle altre specie di Nephilinae, le cui ragnatele seguono il profilo dei tronchi degli alberi.

## Tassonomia
Il genere Nephilingis fu stabilito da Matjaž Kuntner nel 2013. Nel 1872, Ludwig Koch aveva coniato il genere Nephilengys. Nel 2013, sulla base di studi filogenetici, Kuntner e i suoi collaboratori divisero Nephilengys in due generi. Quattro specie furono spostate nel neonato genere Nephilingis e due specie rimasero classificate come Nephilengys. Nephilingis si distingue da Nephilengys per la forma dell'epigino femminile e del bulbo palpale maschile.
Koch aveva posto l'originario genere Nephilengys nella famiglia Araneidae. Nel 1894, Eugène Simon introdusse la sottofamiglia Nephilinae all'interno degli Araneidae per Nephila e i genere correlati, tra cui Nephilengys. Questa classificazione fu adottata fino alle fine del XX secolo, quando studi cladistici suggerirono che i Nephilinae potessero appartenere ai Tetragnathidae, ipotesi che venne in seguito confutata. Quando Kuntner divise i Nephilengys nel 2006, promosse i Nephilinae da sottofamiglia alla famiglia Nephilidae. Studi di filogenetica molecolare portati avanti dal 2004 hanno ripetutamente collocato i nefilidi all'interno degli Araneidae. Perciò nel 2016 Dimitar Dimitrov et al. li ricollocarono nella loro posizione tradizionale come sottofamiglia degli Araneidae.

### Specie
Ad agosto 2023, il World Spider Catalog accettava le seguenti specie:
- Nephilingis borbonica Vinson, 1863 – Réunion
- Nephilingis cruentata Fabricius, 1775 – Africa tropicale, America del Sud
- Nephilingis dodo Kuntner & Agnarsson, 2011 – Mauritius
- Nephilingis livida Vinson, 1863 – Madagascar, isole Comore, Mayotte, Aldabra, Seychelles

## Distribuzione

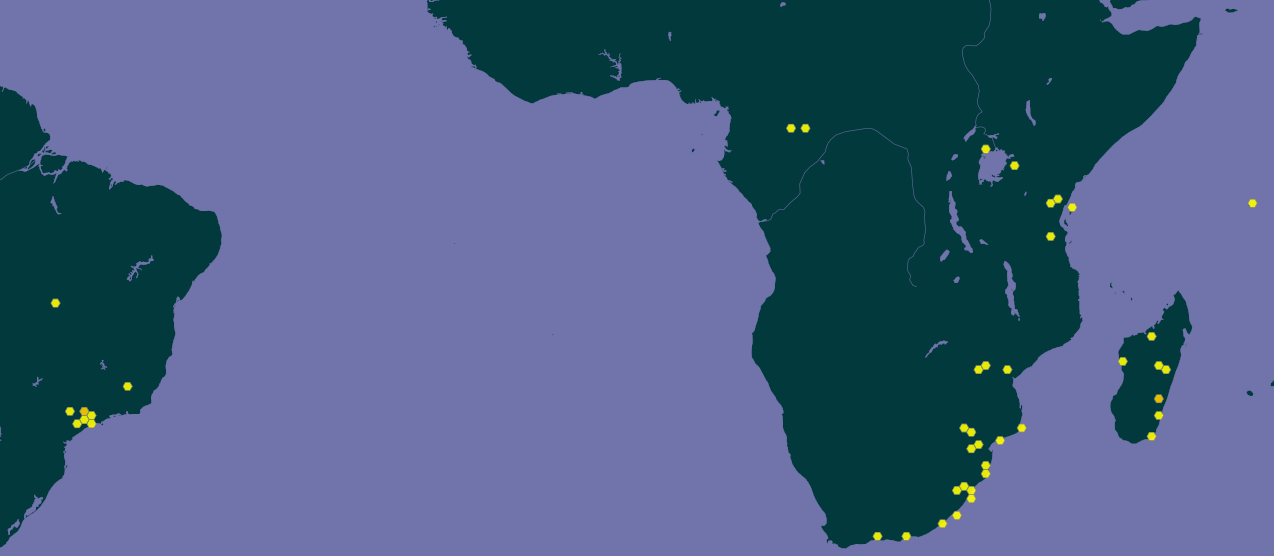

Nephilingis è principalmente un genere dell'Africa tropicale, ivi incluse isole lontane dal continente, nella parte occidentale dell'Oceano Indiano. La diffusione di Nephilingis cruentata nel Sud America è ritenuta relativamente recente.